# Jezioro Przystajne
Jezioro Przystajne – jezioro typu rynnowego położone w województwie podlaskim, powiecie suwalskim, gminie Przerośl. W pobliżu leży Romanówka i Przystajne, od którego bierze swoją nazwę.
Jezioro ma kształt podłużnej, wygiętej rynny o brzegach łagodnie schodzących do jeziora. Linia brzegowa jest słabo urozmaicona, a dno jest piaszczyste lub piaszczysto-żwirowe, zamulone przy brzegach i gęsto porośnięte szuwarami. Obszar jeziora otaczają głównie pola. Maksymalna głębokość wynosi do 15,9 metra. Przez jezioro przepływa ciek wodny, mający źródło w Jeziorze Białym Filipowskim, a następnie płynący do Jeziora Krzywego Filipowskiego. Przy północno-zachodnim krańcu znajdują się tereny podmokłe z kolejnym małym jeziorkiem. Stwarza stosunkowo dobre warunki do wędkowania.